# غوراهونتس
غوراهونتس هي قرية تقع في إقليم أراد في رومانيا. تبعد عن أراد 72 كم.

## السكان
حسب إحصائيات 2002 بلغ عدد سكان القرية 4,506 نسمة.